# Laride de la cote
Die Laridée de la cote ist ein bretonischer Reihen- oder Kreistanz mit 8 Schritten aus der Gegend um Carnac. Sie gehört zur Familie der Laridé.

## Ausgangsposition
Die Tänzer stehen in einem Kreis, Seite an Seite. Die Tänzer fassen sich gegenseitig an den Fingern. Traditionell stellen sich die Tänzer paarweise auf oder Frau/Frau, niemals Mann/Mann. Die Wahl der Finger (kleiner Finger, Mittelfinger oder Zeigefinger) ist nicht vorgegeben. Traditionell verwendeten die Tänzer eher den Mittelfinger. Die Verwendung des kleinen Fingers ist eher in der Neuzeit üblich.
Zu Anfang hängen die Hände runter.
Ursprünglich wurde die Laridenn ausschließlich in einem Kreis getanzt. Konzentrische Kreise waren nicht üblich. Heutzutage werden häufiger auch Ketten verwendet.

## Grundschritt
Der Tanz besteht aus 8 Schlägen:
1. Linker Fuß nach links; Arme nach vorne
2. Rechter Fuß ran; Arme an Körperseite
3. Linker Fuß nach links; Arme nach vorne
4. Rechter Fuß ran, Gewicht auf beide Füße; Arme auf Schulterhöhe
5. Die Fersen heben sich; Arme mit Energie nach vorne, dann nach unten
6. Die Fersen wieder auf den Boden; Arme zurück an Seite, evtl. leicht hinter dem Becken
7. Rechter Fuß wird leicht zurückgesetzt und linker Fuß leicht hochgenommen; Arme nach vorne
8. Körper geht leicht nach oben; Gewicht weiter auf rechtem Fuß. Arme wieder nach hinten

## Stil
Wichtig ist die Harmonie in dem gesamten Kreis. Die Energie kommt aus der Armbewegung. Der Tanz ist relativ ruhig mit einer dezenten Fortbewegung nach links. Die Füße werden komplett gesetzt. Die Flexibilität ist überwiegend in den Knien.

## Videos
- Confédération Kenleur: Landivislau - Laridé de la côte - Tradi'deiz auf YouTube, 21. April 2024, abgerufen am 2. Februar 2025 (französisch).